# Hadziidira
Hadziidira es un parvorden de pequeños crustáceos anfípodos.

## Clasificación
Se reconocen 12 familias agrupadas en dos superfamilias:
- Superfamilia Calliopioidea Sars, 1895
  - Familia Calliopiidae G.O. Sars, 1893
  - Familia Cheirocratidae d'Udekem d'Acoz, 2010
  - Familia Hornelliidae d'Udekem d'Acoz, 2010
  - Familia Pontogeneiidae Stebbing, 1906
- Superfamilia Hadzioidea S. Karaman, 1943
  - Familia Crangoweckeliidae Lowry & Myers, 2012
  - Familia Eriopisidae Lowry & Myers, 2013
  - Familia Gammaroporeiidae Bousfield, 1979
  - Familia Hadziidae S. Karaman, 1943
  - Familia Maeridae Krapp-Schickel, 2008
  - Familia Melitidae Bousfield, 1973
  - Familia Metacrangonyctidae Boutin & Missouli, 1988
  - Familia Nuuanuidae Lowry & Myers, 2013